# Lord Love a Duck
Pour plus de détails, voir Fiche technique et Distribution.
Lord Love a Duck est un film américain réalisé par George Axelrod et sorti en 1966.
Pour certains critiques c'est une comédie, mais d'autres le considèrent comme une satire.

## Fiche technique
- Réalisation : George Axelrod
- Scénario : Larry H. Johnson d'après un roman de Al Hine
- Lieu de tournage : Samuel Goldwyn Studios
- Distributeur : United Artists
- Photographie : Daniel L. Fapp
- Musique : Neal Hefti
- Montage : William A. Lyon
- Type : Noir et blanc
- Durée : 105 minutes
- Dates de sortie: 
  - 21 février 1966 (New York)
  - août 1966 Festival du film de Berlin
  - 11 juin 1967 (Royaume-Uni)

## Distribution

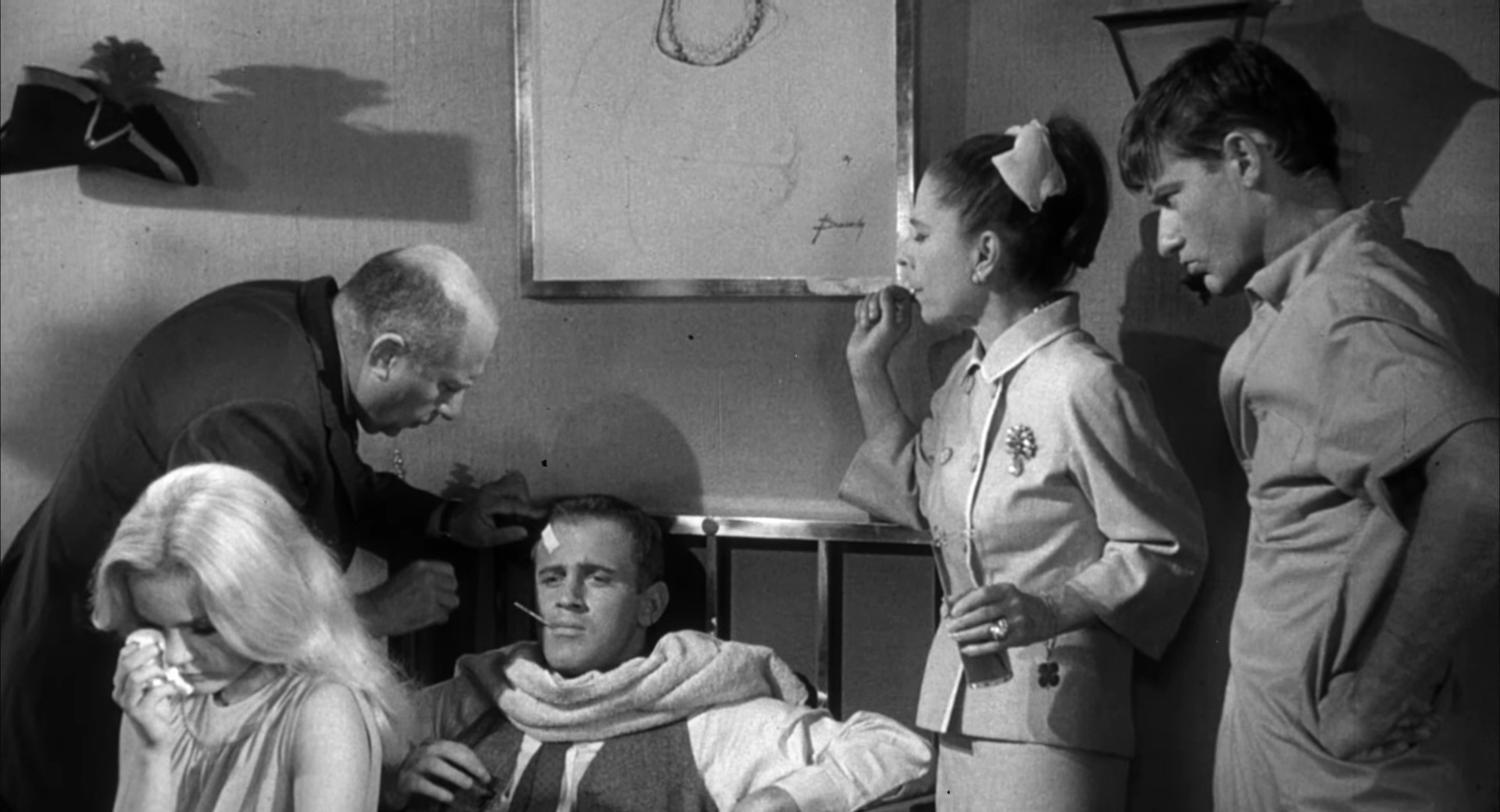
De gauche à droite: Joseph Mell, Tuesday Weld, Martin West, Ruth Gordon, Roddy McDowall

- Roddy McDowall : Alan "Mollymauk" Musgrave
- Tuesday Weld : Barbara Ann Greene
- Lola Albright : Marie Greene
- Martin West : Bob Bernard
- Ruth Gordon : Stella Bernard
- Harvey Korman : Weldon Emmett
- Sarah Marshall : Miss Schwartz
- Lynn Carey : Sally Grace
- Donald Murphy : Phil Neuhauser
- Max Showalter : Howard Greene
- Joe Mell : Dr. Milton Lippman
- Dan Frazer : Honest Joe
- Martine Bartlett : Inez
- Jo Collins : Kitten
- Martin Gabel : T. Harrison "Harry" Belmont

## Bande originale
Toutes les chansons sont écrites et composées par Neal Hefti.
| No  | Titre                           | Paroles       | Note                                | Durée |
| --- | ------------------------------- | ------------- | ----------------------------------- | ----- |
| 1.  | Lord Love A Duck (Main Title)   | Ernie Sheldon | chantée par le groupe The Wild Ones | 2:09  |
| 2.  | The Wedding                     |               |                                     | 1:10  |
| 3.  | Bob's March                     |               |                                     | 0:32  |
| 4.  | Balboa Blast                    |               |                                     | 3:22  |
| 5.  | All Night Long (Part I)         |               |                                     | 3:18  |
| 6.  | Arsenic In The Face             |               |                                     | 2:52  |
| 7.  | The Year Of The Duck            |               |                                     | 2:40  |
| 8.  | Lord Love A Duck (Instrumental) |               |                                     | 2:23  |
| 9.  | Gaudeamus - Hey, Hey, Hey       |               |                                     | 1:56  |
| 10. | All Night Long (Part II)        |               |                                     | 3:44  |
| 11. | Finale: Lord Love A Duck        |               | chantée par le groupe The Wild Ones | 1:44  |

Les chansons The Year Of The Duck et Lord Love A Duck ont été adaptées l'année suivante en français par Eddy Marnay sous les noms de Mais Qui Que Quoi Donc Ou et Un Canard dans la mare respectivement. Elles furent interprétées par le duo Les Chéries 

## Distinctions
- Ours d'argent de la meilleure actrice pour Lola Albright au Festival international du film de Berlin[3]